# Hillsville
Hillsville – miasto w Stanach Zjednoczonych, w stanie Wirginia, siedziba administracyjna hrabstwa Carroll.